# Anne Juliana Gonzaga
Anna Juliana Gonzaga sau Anna Caterina Gonzaga (n. 17 ianuarie 1566, Mantova, Ducatul de Mantova⁠(d) – d. 3 august 1621, Innsbruck, Austria) aparținând Casei de Gonzaga, a fost arhiducesă prin căsătoria cu arhiducele Ferdinand al II-lea de Habsburg. Ea a devenit membră a Ordinului Slujitorilor Fecioarei Maria după decesul soțului ei. 

## Primii ani
Anna Julianna s-a născut la 16 noiembrie 1566 la Mantua, a fost unul din cei trei copii ai Ducelui Guglielmo Gonzaga de Mantua și ai soției acestuia, Arhiducesa Eleanor de Austria. A fost botezată „Anna Caterina”. Nașul ei a fost regele Filip al II-lea al Spaniei. În jurul vârstei de cinci ani s-a îmbolnăvit grav și a fost aproape să moară. Avea febră mare și extremitățile au început să se umfle. Timp de doi ani ea a fost bolnavă.  În cele din urmă părinții ei au apelat la Fecioara Maria cu rugăciun adânci, promițând să o crească pe Anne ca un copil al Mariei în cazul în care ea va supraviețui. Curând Anne și-a revenit. Părinții i-au spus de intervenția Fecioarei Maria și de promisiunea făcută în numele ei. De atunci înainte Eleanor și-a educat fiica în cultul devoțiunii catolice a Fecioarei Maria. De-a lungul copilăriei, Anne Catherine a fost expusă unui sentiment consistent de evlavie.

## Căsătorie
În 1580 Arhiducele Ferdinand II de Austria și-a pierdut soția, Philippine. Ea aparținea familiei Welser, care nu era nobilă. Deși cuplul a avut doi copii, niciunul nu era eligibil să-l moștenească pe Ferdinand ca arhiduce. Acest lucru l-a determinat pe Ferdinand să-și caute o soție.
Sora lui Ferdinand, Madeleine, a sugerat o căsătorie cu nepoata lor Anna Caterina. La 1 ianuarie 1582 Ferdinand a cerut Ducelui Guglielmo mâna fiicei lui iar Guglielmo a acceptat. Deși a realizat că acest lucru va amâna chemarea ei spre ordinul religios, Anna a respectat dorința părinților și nu a obiectat.
Înainte de a părăsi Mantua pentru Innsbruck, Anna Caterina a cerut tatălui ei să-i îndeplinească unele cereri. Prima cerere a fost eliberarea a 15 deținuți pentru a celebra plecarea ei. A doua cerere a fost donarea unor sume de bani pentru 15 cerșetori. A treiacerere a fost oferta de decorațiuni interioare pentru 15 biserici. Guglielmo a fost de acord cu fiecare cerere.
La 14 mai 1582, la 16 ani, Anna Caterina s-a căsătorit cu Ferdinand la Innsbruck și a devenit Arhiducesă de Austria. În primii lor trei ani de căsătorie Anna a născut trei fiice — Eleanor (n. 1583), Maria (n. 1584) și Anna (1585 - 1618). Eleanor a murit în copilărie; fiica lor Anna se va căsători cu împăratul Matia al Sfîntului Imperiu Roman. Anne a fost o soție ascultătoare, care a avut grijă de Ferdinand de-a lungul mai multor boli. Ferdinand a murit în 1595.